# Stanisław Barys
Stanisław Józef Barys ps. „Kęczyński” (ur. 13 listopada 1920 w Tarnowie, zm. 1982 w Chrzanowie) – kapitan Wojska Polskiego.

## Życiorys
Urodził się 13 listopada 1920 roku w Tarnowie, w rodzinie Mieczysława, kapitana piechoty, i Genowefy. Dzieciństwo i młodość spędził w Wadowicach, gdzie jego ojciec pełnił służbę w 12 pułku piechoty. Razem z Karolem Wojtyłą, późniejszym papieżem, uczęszczał do miejscowego Gimnazjum Męskiego im. Marcina Wadowity.
3 września 1939 roku wstąpił do Wojska Polskiego i wziął udział w kampanii wrześniowej. 20 września 1939 roku dostał się do niemieckiej niewoli. Został wywieziony do Stalagu XI A Altengrabow, a następnie do Torunia i osadzony w Forcie XV. W marcu 1940 roku uciekł z niewoli i wrócił do rodzinnych Wadowic, gdzie 3 maja 1940 roku wstąpił do Związku Walki Zbrojnej przyjmując pseudonim „Kęczyński”.
Zostaje mianowany szefem łączności Obwodu Wadowice i dowódcą III Rejonu. Wziął udział w organizacji tajnego nauczania, Związku Harcerstwa Polskiego oraz Wojskowej Służby Kobiet. W lutym 1942 roku został wcielony w szeregi Armii Krajowej. Jesienią 1944 roku został dowódcą grupy dywersyjnej kryptonim „Kęczyński”. Do 26 stycznia 1945 roku walczył w szeregach 12 pułku piechoty AK, między innymi o wyzwolenie Wadowic .
12 marca 1945 roku wstąpił do 2 Armii WP. 2 października tego roku został zdemobilizowany. Jako osadnik wojskowy miał objąć gospodarstwo rolne na Ziemiach Odzyskanych. W następnym roku wrócił do Wadowic i rozpoczął studia wyższe na Wydziale Geografii Uniwersytetu Jagiellońskiego .
W 1950 roku został zatrudniony w chrzanowskiej szkole średniej, w której uczył geografii i geologii, astronomii i logiki, rysunku i wychowania fizycznego. W 1960 roku rozpoczął pracę w Chrzanowskich Zakładach Materiałów Ogniotrwałych „Stella”. Był kierownikiem Zakładowego Domu Kultury, a następnie kierownikiem działu wojskowego ChZMO. W 1975 roku przeszedł na emeryturę. Przez wiele lat był szefem Kola Oficerów Rezerwy w Chrzanowie, posiadał stopień kapitana. Był aktywnym członkiem Ligi Obrony Kraju, pełnił funkcję I zastępcy przewodniczącego Zarządu Powiatowego LOK .
Przyjaźnił się z generałem Borutą-Spiechowiczem oraz papieżem Janem Pawłem II, z którym utrzymywał listowną korespondencję, również podczas pobytu papieża w Watykanie.
Zmarł w 1982 roku w Chrzanowie. Został pochowany na cmentarzu wojskowym w Radłowie, w kwaterze żołnierzy poległych we wrześniu 1939 roku w obronie przeprawy przez Dunajec.

## Ordery i odznaczenia
- Krzyż Srebrny Orderu Wojskowego Virtuti Militari[2]
- Krzyż Kawalerski Orderu Odrodzenia Polski[2]
- Srebrny Krzyż Zasługi z Mieczami „za całokształt pracy konspiracyjnej”[2]
- Krzyż Partyzancki
- Medal „Za udział w wojnie obronnej 1939”[2]
- Krzyż Armii Krajowej[2]
- Medal Zwycięstwa i Wolności 1945[2]
- Odznaka Grunwaldzka[2]